# Gnaphalopoda tridentata
Gnaphalopoda tridentata är en skalbaggsart som beskrevs av Lea 1917. Gnaphalopoda tridentata ingår i släktet Gnaphalopoda och familjen Melolonthidae. Inga underarter finns listade i Catalogue of Life.